# Hora punta

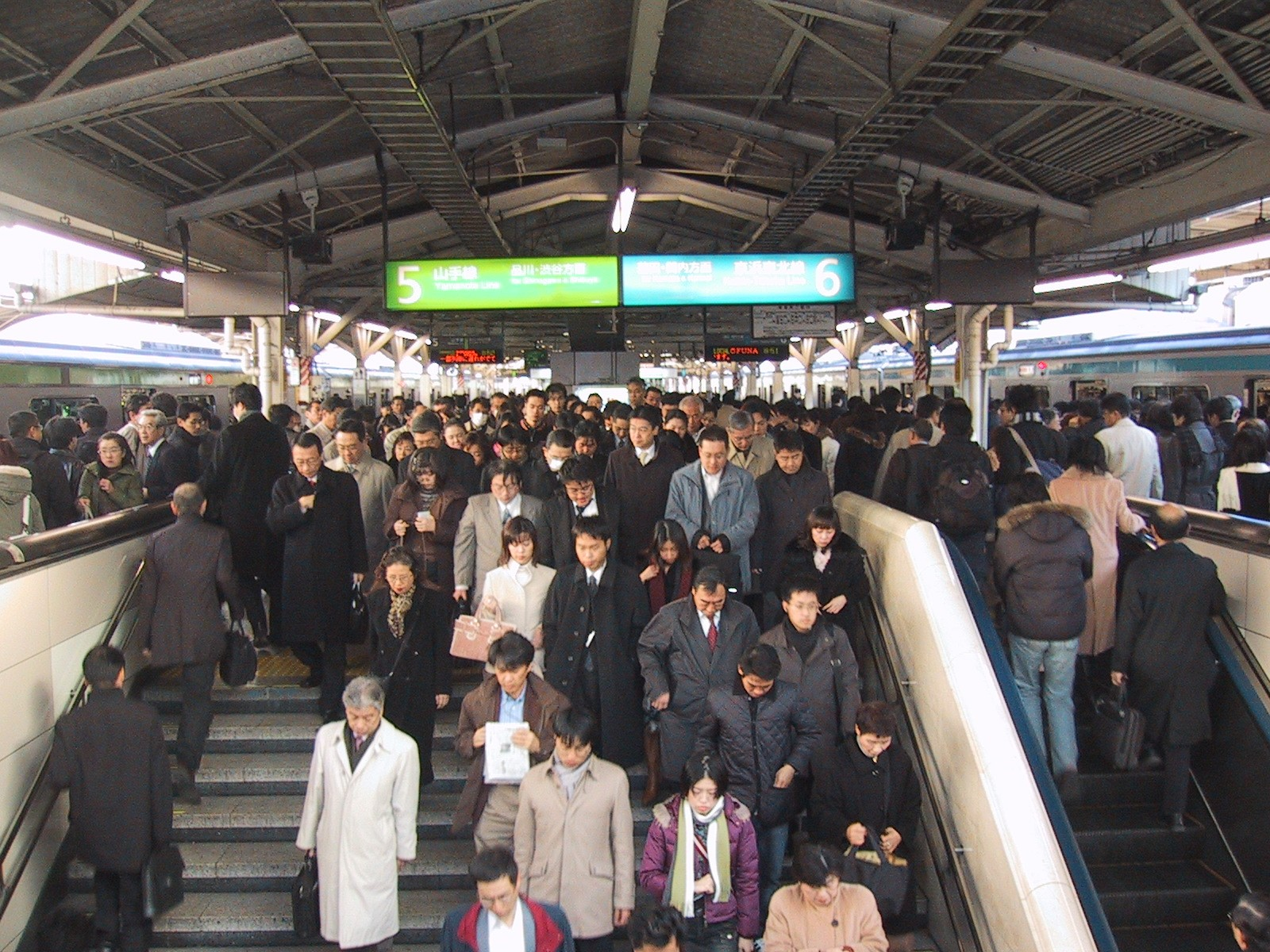
Hora punta en Tokio.

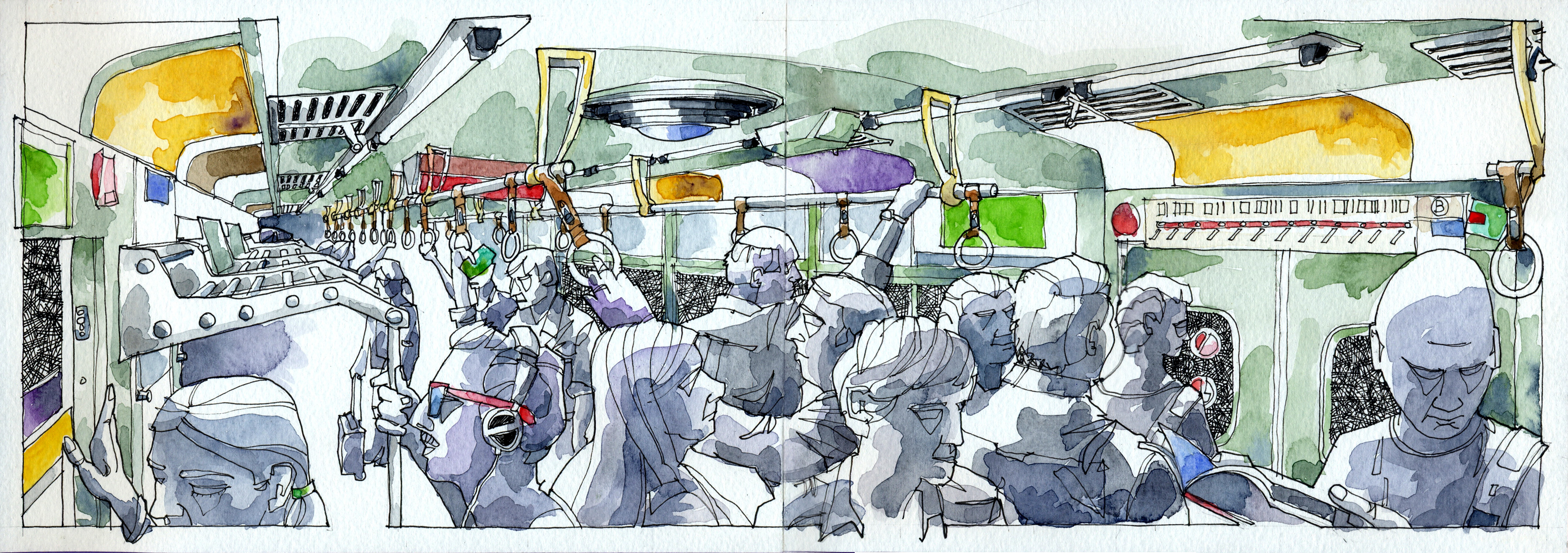
Ilustración de una formación del subte de Buenos Aires durante la hora punta.

La hora punta u hora pico es la denominación que se le da al periodo de tiempo, no necesariamente una hora, en el que regularmente se producen congestiones. Generalmente se refieren a congestiones en la vía pública, y pueden ser una sobredemanda o congestión de picos a las autopistas o avenidas principales como de la saturación del transporte público, y las principales razones por las cuales se producen estas congestiones son debido a que en las grandes ciudades, la mayor parte de la masa laboral ingresa o se retira de sus puestos de trabajo a una misma hora.
El nombre no es muy preciso, ya que no suele estar confinada a una sola hora sino que puede exceder este periodo. Durante la hora punta se suelen producir atascos y congestiones en las carreteras que comunican las ciudades principales con las llamadas ciudades dormitorio, así como en algunas avenidas principales en la propia ciudad. Además los servicios de transporte público (autobuses, metro, etc.) por lo general resultan en una demanda más grande que la oferta que ofrece, generando retrasos por las aglomeraciones que se juntan.
El concepto se aplica en otros campos como la producción de electricidad o el consumo de teléfono o conexiones a internet. Referido al tráfico telefónico, cuando todas las líneas entre dos ubicaciones están ocupadas simultáneamente y algunas llamadas no pueden progresar. En este ámbito también se denomina hora cargada.
Como la demanda es variable, las instalaciones deben ser calculadas para aceptar mayor carga que la carga media. En el caso de la electricidad, hay generadores que tienen que funcionar ininterrumpidamente día y noche. Para intentar equilibrar la demanda de estos servicios a lo largo del día se ofrecen diferentes tarifas en horas punta que en valle, de esta forma los usuarios tienden a moderar el desequilibrio de demanda a lo largo del día.

## Gestión del tráfico por país

### Australia y Nueva Zelanda

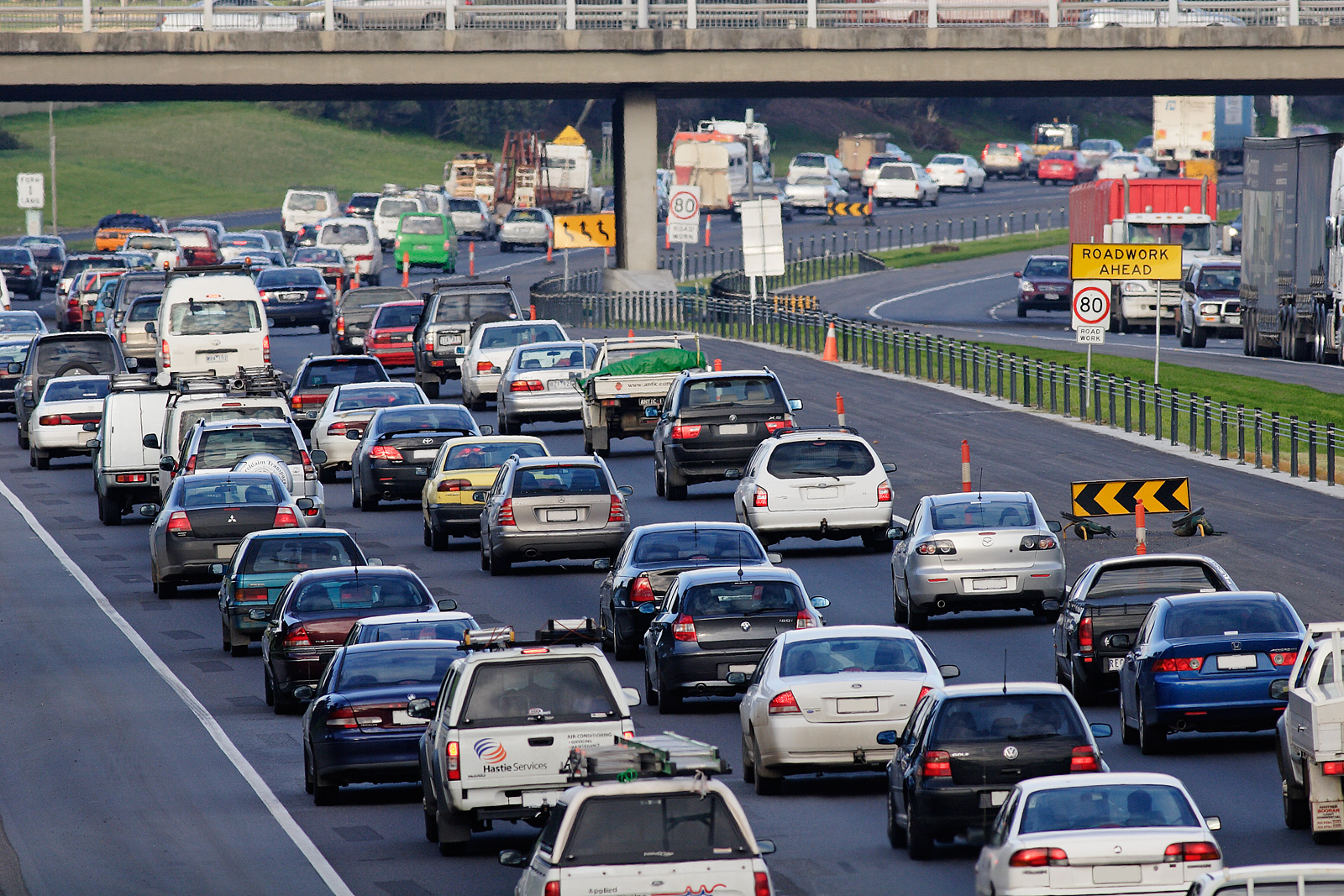
El tráfico se ralentiza a un ritmo lento en la autopista Monash en Melbourne, Australia, en la hora pico y debido a obras en la carretera.

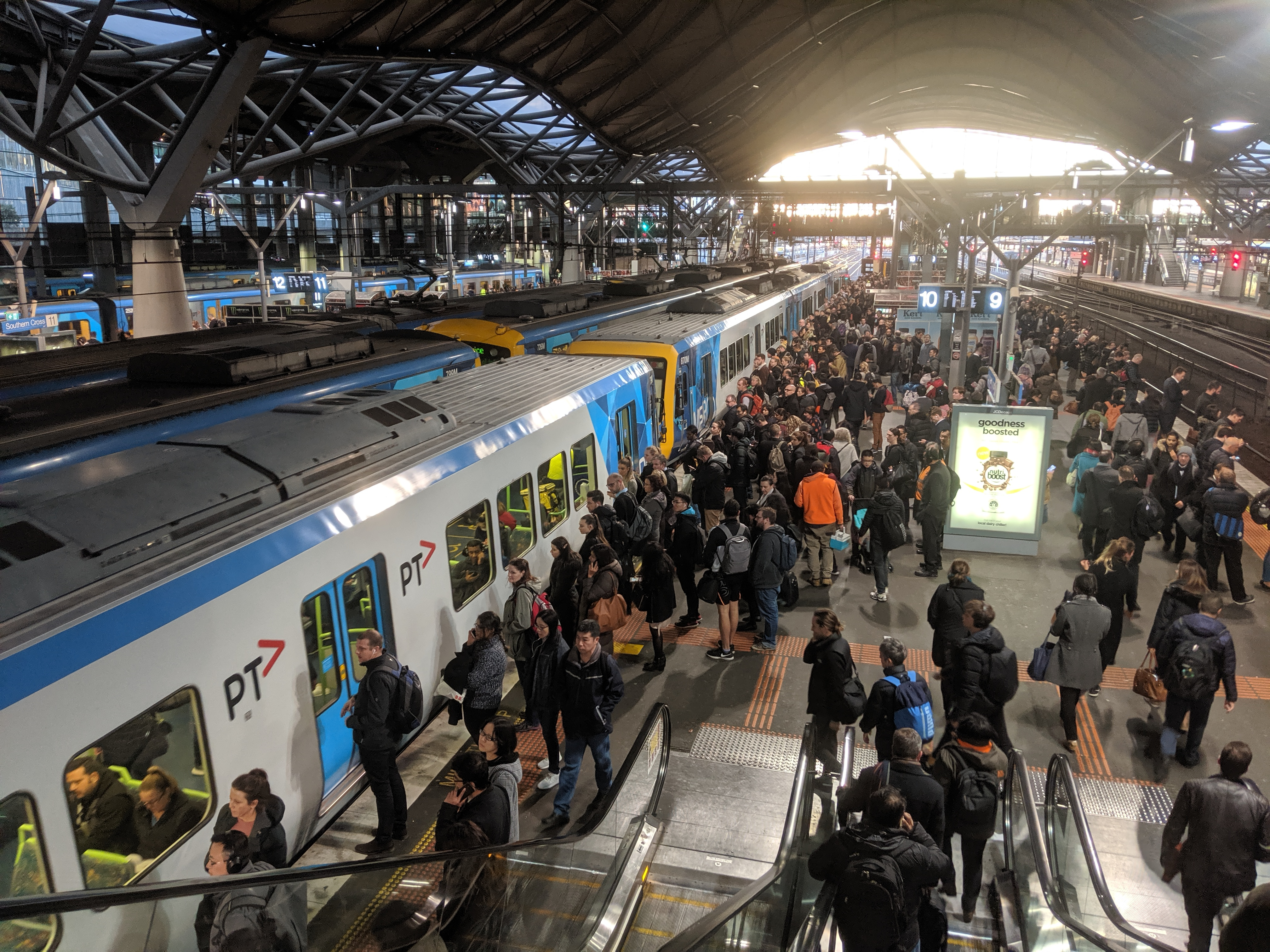
Hora punta en la estación Southern Cross de Melbourne

Por la mañana (6 a 9 a. m.) Y por la tarde (4:30 a 7 p. m.), Sídney, Brisbane y Melbourne, y Auckland y Christchurch suelen ser las ciudades más congestionadas de Australia y Nueva Zelanda, respectivamente. En Melbourne, la Autopista Monash, que conecta la expansión suburbana de Melbourne con la ciudad, suele estar muy congestionada cada mañana y cada noche. En Perth, Mitchell Freeway, Kwinana Freeway y varias carreteras arteriales suelen estar congestionadas entre las horas pico, lo que hace que el movimiento entre los suburbios y la ciudad sea bastante lento.
Los esfuerzos para minimizar la congestión del tráfico durante las horas pico varían de un estado a otro y de una ciudad a otra.
En Melbourne, la congestión se gestiona mediante medios que incluyen:
- Carriles de tránsito de entrada en autopistas con mucho tráfico que se limitan a motocicletas y otros vehículos con más de un ocupante durante los períodos de mucha actividad.
- Viaje gratis en trenes metropolitanos antes de las 7 a. m.. Los pasajeros deben salir del sistema en su estación de destino antes de las 7 a. m..
- Carriles exclusivos para autobuses en las principales carreteras del centro de la ciudad, como Hoddle Street.
- Introducción de carriles exclusivos para bicicletas (a menudo mediante la eliminación de carriles para vehículos) en el área interior de la ciudad para alentar a los ciclistas y disuadir a los vehículos de doble vía.
- Prohibición de estacionarse a lo largo de carreteras con mucho tráfico durante los períodos de mayor tráfico para crear un carril adicional para el tráfico.

En Brisbane, la congestión se gestiona mediante medios que incluyen:
- Las tarifas para usar el transporte público fuera de los períodos pico (denominados fuera de los períodos pico) son más baratas que las tarifas de los períodos pico.
- Para las líneas de autobuses operadas por Brisbane Transport para Translink, las líneas designadas por BUZ (zona de actualización de autobuses) aumentan su frecuencia de cada 15 minutos a cada 10 minutos entre las 7 a. m. y las 9 a. m., y entre las 4:30 p. m. y las 6:30 p. m.
- Las vías para autobuses en el grado de Brisbane separan una cantidad significativa del tráfico de autobuses, particularmente en los suburbios del sur y del este utilizando la vía de autobuses del sureste, la vía de autobuses del este (se conecta con la vía de autobuses del sureste en Buranda), con algo de alivio en los suburbios del norte proporcionado por el norte Busway, Brisbane. Esto reduce la carga de tráfico compartida por los autobuses y otros vehículos, lo que permite una mayor capacidad para otros vehículos en las principales carreteras principales dentro y fuera de Brisbane.
- Algunos servicios de autobús específicos solo en horas pico se indican con un prefijo "P" donde solo se aceptan tarifas al tocar con una tarjeta go, sin venta de boletos pagados en efectivo. También se puede señalar que estos servicios tienen el sufijo.
- "(Cohete)" en los horarios, donde muchas paradas de los suburbios del centro de la ciudad pueden ser omitidas.
- En algunas líneas operadas por la red de Queensland Rail City para Translink, aumente la frecuencia de cada 30 minutos a cada 6 minutos, entre las 6:45 a. m. y las 7:45 a. m. y de las 4:45 p. m. a las 5:45 p. m. durante las horas pico. Lo más notable en la línea de Caboolture, línea de Ipswich, línea Península Redcliffe y la línea ferroviaria Springfield.
- En la línea Caboolture, la línea ferroviaria Sunshine Coast y la línea Redcliffe Peninsula, los trenes pueden circular rápido para reducir el tiempo de viaje. Un ejemplo notable son los trenes de las líneas Cabooolture y Sunshine Coast que van expresos desde Petrie a Bowen Hills, parando solo en Northgate, Eagle Junction y Bowen Hills; anteriormente, antes de que cambiara el horario, el tiempo promedio de viaje de Caboolture a la estación central era de 1 hora y 6 minutos. Tras los cambios de horario, se redujo a 51 minutos, un ahorro de 15 minutos.
- Introducción del carril bici del sureste, que corre a lo largo del carril bici del sureste para permitir los desplazamientos en bicicleta desde los suburbios del sur. Algunos caminos a lo largo del río Brisbane también se ensanchan para incluir una sección específica de ciclovías (particularmente entre Toowong y North Quay).
- Prohibición de estacionarse a lo largo de carreteras con mucho tráfico durante los períodos de mayor tráfico para crear un carril adicional para el tráfico.

En Sídney, la congestión se gestiona por muchos medios, entre ellos:
- Los autobuses aumentan la frecuencia de 4 por hora a 12 por hora en la red de Metrobús, otras rutas aumentan los servicios limitados y expresos
- La red de trenes de Sídney opera trenes de dos pisos eléctricos de unidades múltiples que permitieron abordar a muchos más pasajeros en comparación con los 'Red Rattlers' y los 'Silver Ghosts' de un solo nivel de la década de 1950.
- Los precios de los billetes según la hora del día permiten a los viajeros abordar los trenes antes de las 6 a. m. o después de las 7 p. m. a una tarifa más económica en los billetes de ida y vuelta de un día o de un día.
- Los carriles de tránsito y/o HOV están instalados en muchas carreteras arteriales importantes.
- El proyecto ClearWays, que permite que los trenes averiados en la red de trenes de Sídney no afecten el funcionamiento de los trenes en líneas separadas debido a la construcción de desvíos y vueltas a lo largo de la vía existente.
- El Sydney Light Rail Dulwich Hill Line, que fue la primera línea de tren ligero operativa en Sídney, aumenta los intervalos durante las horas pico, proporcionando servicios hasta cada ocho minutos.[3]

La congestión del tráfico se gestiona a través del Centro de gestión del tráfico a través de una red de televisores de circuito cerrado, con operadores capaces de cambiar la sincronización de las señales de tráfico para reducir los tiempos de espera.
La mayoría de las autopistas principales tienen la capacidad de contraflujo para permitir el flujo continuo de tráfico en caso de un accidente importante.
Las vías de motor más antiguas se han actualizado de dos carriles en cada dirección a tres carriles en cada dirección
Las cabinas de peaje de las autopistas se han sustituido por sistemas de peaje electrónicos (Hills M2 fue el último en hacerlo el 21 de enero de 2012); El peaje según la hora del día está en uso en el Puente del Puerto de Sídney y el Túnel del Puerto de Sídney para proporcionar incentivos en efectivo para que los viajeros permanezcan fuera de la ciudad en las horas pico.

### Brasil
En São Paulo, Brasil, a cada vehículo se le asigna un día determinado de la semana en el que no puede circular por las carreteras durante las horas pico (de 7 a 10 a. m. Y de 5 a 8 p. m.). El día de la semana para cada vehículo se deriva del último dígito en el número de placa y la policía de tránsito hace cumplir la regla (1 y 2 para los lunes, 3 y 4 para los martes, 5 y 6 para los miércoles, 7 y 8 para los jueves y viernes 9 y 10). Esta política tiene como objetivo reducir el número de vehículos en las carreteras y fomentar el uso de autobuses, metro y tren urbano.

### Canadá
En Toronto, la hora punta suele durar de 6:30 a 9:30 de la mañana y más tarde de las 3:00 p. m. Hasta las 7:00 p. m. Montreal, sin embargo, tiene horas pico de 6: 30–8: 30 a. m. y 3: 30–5 p. m..
En las ciudades de Edmonton y Calgary, la hora pico suele durar de 7 a 9 a. m. Y comienza de nuevo a las 2:30 a 6 p. m. El tráfico abrumador causa retrasos significativos en las autopistas y rutas de cercanías, en particular Anthony Henday Drive en Edmonton, donde la provincia se ha comprometido a ampliar, y Deerfoot Trail en Calgary. Whitemud Drive y Yellowhead Trail de Edmonton también son notables como las autopistas más transitadas después de Anthony Henday Drive (Yellowhead es solo una autopista del 75%, aunque la construcción está en curso hasta su finalización), mientras que Crowchild Trail de Calgary y Stoney Trail en construcciónson los más concurridos después de Deerfoot. Ambas ciudades y Alberta están trabajando en formas de mejorar el flujo de tráfico, como la ampliación, las mejoras de intercambio y los sistemas de colector-distribuidor que se proponen para Anthony Henday Drive y Stoney Trail, respectivamente.
La parte de Vancouver de la autopista Trans-Canadá tiene carriles para vehículos de alta ocupación, además de carriles estándar para todos los automóviles. Estos carriles están destinados a mejorar el flujo de tráfico fomentando el uso compartido del automóvil y el transporte público. Richmond, parte de la región metropolitana de Vancouver, también está construyendo un nuevo enlace en la autopista Stevenson y la autopista 99 de Columbia Británica, que será la primera de su tipo en Columbia Británica en un esfuerzo por mejorar el flujo de tráfico.
Harvey Avenue de Kelowna también cuenta con carriles HOV, aunque los residentes han criticado su existencia como redundante e innecesaria debido a la población de Kelowna. Desde entonces, la ciudad de Kelowna ha reducido sus horarios de todo el día, todos los días, de 7 a. m. A 7 p. m., De lunes a viernes. La hora punta suele ser de 7 a. m. A 9 a. m., Así como de 3 p. m. A 5 p. m.

### China

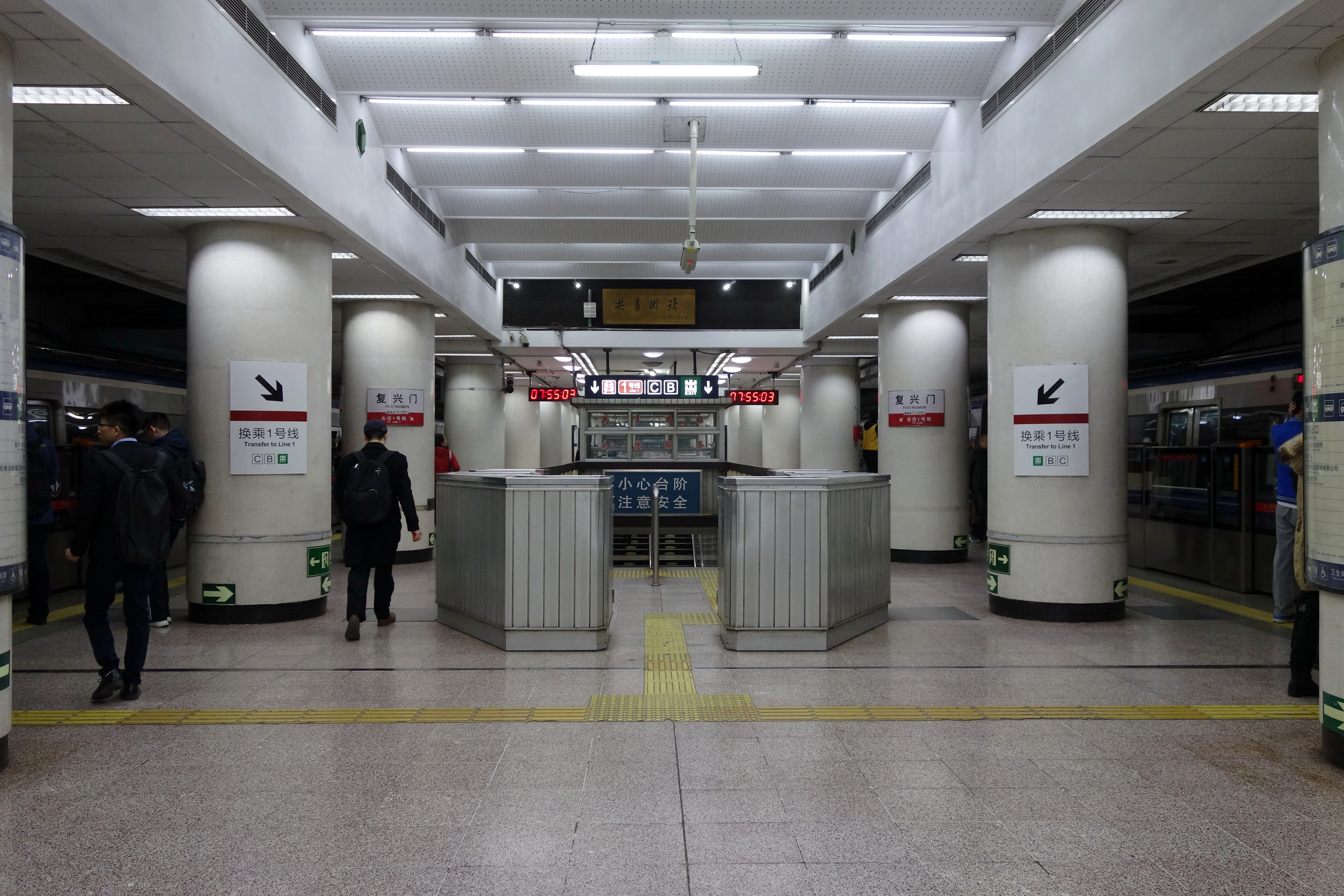
Transbordo en la estación de Fuxingmen de la Línea 2 a la Línea 1. Tenga en cuenta la barrera utilizada para restringir el flujo de pasajeros para reducir la congestión en las plataformas de la Línea 1.

China alberga algunas de las redes de metro más concurridas del mundo. A pesar de la agresiva expansión de las redes de tránsito rápido en la última década, el rápido crecimiento de la población urbana ha puesto una gran demanda en el transporte urbano. Algunos sistemas restringen de forma rutinaria las entradas a las estaciones y transfieren los pasajes para evitar que la red se sobrecargue. Por ejemplo, 96 estaciones del metro de Beijing tienen restricciones de entrada en algún momento del día. El metro de Guangzhou tiene 51 estaciones con restricciones de flujo de pasajeros.

### Colombia
En el pico y placa programa (pico y placa de matrícula) en varias ciudades del país como Bogotá, Bucaramanga, Cúcuta, Pasto entre otras; se evita que los conductores de automóviles no comerciales del permiso de conducir durante las horas pico (o todo el día en el caso de Bogotá desde 2022) en ciertos días de la semana. Los vehículos prohibidos cada día están determinados, por lo general, por el último dígito de su matrícula. La medida es obligatoria y los que la infringen son sancionados. Los dígitos prohibidos cada día se suelen rotan cada año.

### Grecia
En la ciudad capital de Atenas, las horas pico suelen ser de 7 a 10 a. m. Y de 4 a 7 p. m. Durante estos períodos, hay congestión en el sistema de tránsito masivo de Atenas , sobre todo en autobuses y metro, así como en el tráfico rodado. Los trenes de 6 coches del metro de Atenas transportan a casi 1,5 millones de pasajeros durante un día normal de la semana.

### Japón

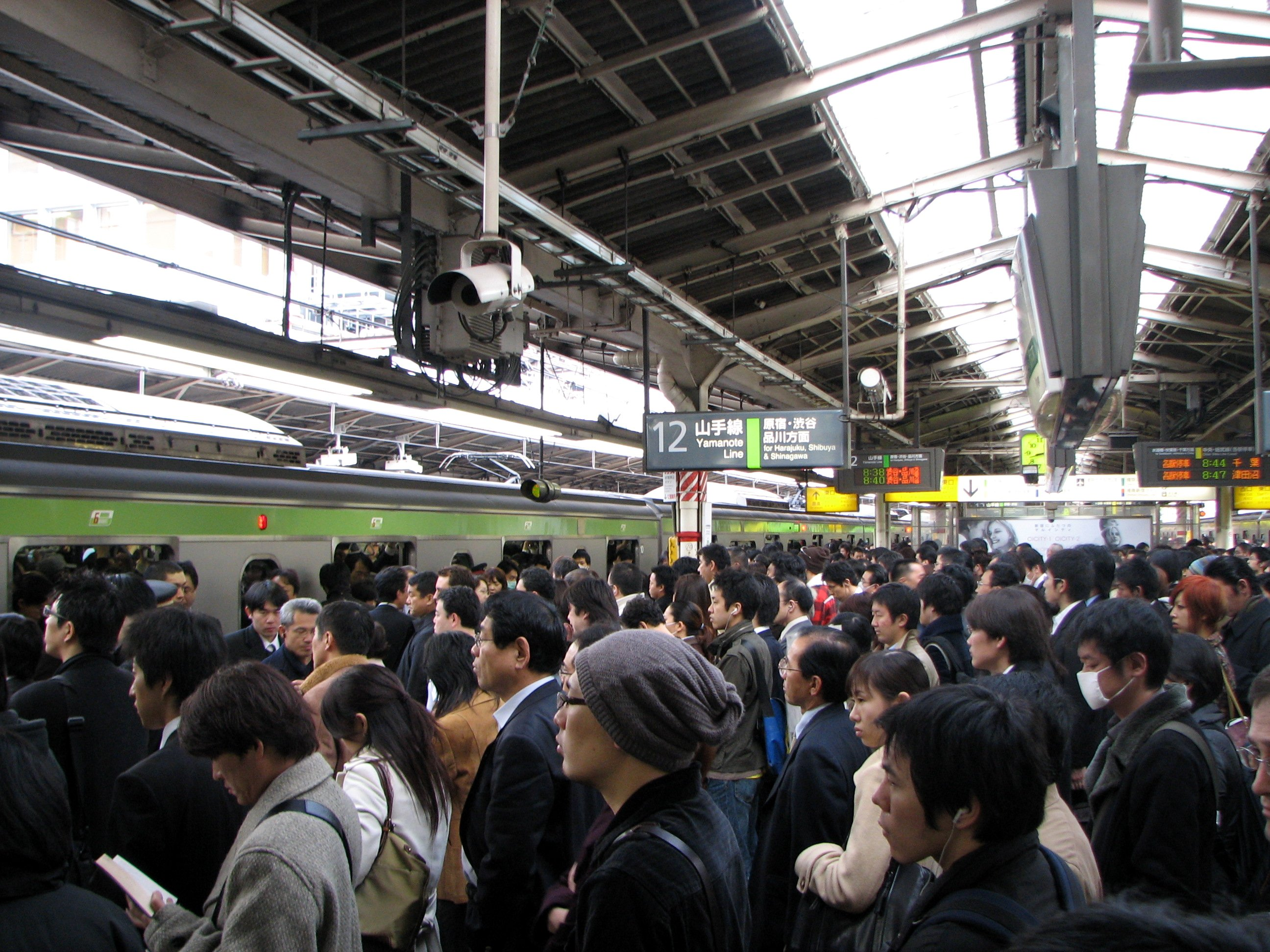
Hora punta en la estación Shinjuku, Tokio. La estación es la más transitada del mundo, utilizada por aproximadamente 3,8 millones de pasajeros por día en 2008.

En Japón, la proporción de transporte ferroviario es alta en comparación con el uso de automóviles. El transporte ferroviario representa el 27% de todo el transporte de pasajeros en Japón (otros ejemplos: Alemania (7,7%), Reino Unido (6,4%), Estados Unidos (0,6%)). En el área metropolitana de Tokio y el área metropolitana de Keihanshin hay una densa red ferroviaria y un servicio frecuente, que representa más de la mitad del transporte de pasajeros; la mayoría de las personas en el área viajan en transporte público sin usar automóviles.
Tradicionalmente se sabe que los ferrocarriles en el área metropolitana de Tokio están severamente congestionados, y se emplea oshiya para ayudar a los pasajeros a subir al tren. Esto se está mejorando gradualmente aumentando la capacidad ferroviaria y la gestión de la demanda. Las líneas de tren en Tokio han tenido reducciones significativas en el hacinamiento y hoy funcionan a un promedio del 163 por ciento de su capacidad. Esto contrasta con la carga promedio del 221 por ciento de la capacidad diseñada [a] en los trenes de 1975 en hora punta.
En el transporte por carretera, Expressways of Japan se rige por un principio de pago de beneficiarios que impone costosas tarifas de peaje, lo que tiene el efecto de reducir el tráfico por carretera. El cobro de peaje electrónico (ETC) está muy extendido y se han introducido descuentos durante los períodos de poco tráfico para dispersar el tráfico durante un período más amplio que la hora punta. Se está considerando la tarificación de las carreteras, pero no se ha introducido, en parte porque la tarifa de la autopista ya es muy alta.

### Holanda
Para los trenes en los Países Bajos hay un descuento disponible en horas pico , lo que da un 40% de descuento. Su vigencia comienza a las 9 de la mañana (hasta las 4 de la mañana del día siguiente) de lunes a viernes, y durante todo el día los fines de semana y en julio y agosto. En el caso de un grupo de hasta cuatro personas, todos obtienen el descuento incluso si solo uno tiene un pase.
Los pases de tren que no requieren un boleto adicional vienen en dos versiones: para una ruta fija y para toda la red. Ambos son utilizados principalmente por viajeros. No se ofrece ninguna versión de estos pases con descuento fuera de las horas pico ya que la demanda es insuficiente; los viajeros normalmente no pueden evitar la hora punta.

### Filipinas
Dentro de Metro Manila, la Autoridad de Desarrollo Metropolitana de Manila implementa el Programa Unificado de Reducción del Volumen de Vehículos, conocido popularmente como el "esquema de codificación de números" . El programa estipula que los vehículos tienen prohibido circular por todas las carreteras dentro de la metrópoli, según el último dígito de sus placas y el día de la semana.
Los vehículos están prohibidos de 7 a. m. A 7 p. m. A diferencia de los vehículos públicos, los vehículos privados tienen una excepción de ventana de cinco horas que se extiende desde las 10 a. m. Hasta las 3 p. m. Sin embargo, las ciudades de Makati y San Juan no implementan la ventana de cinco horas.
Esta tabla muestra las placas de matrícula con números que terminan con sus días correspondientes:
| Finalizando en | Cada      |
| -------------- | --------- |
| 1 y 2          | Lunes     |
| 3 y 4          | Martes    |
| 5 y 6          | Miércoles |
| 7 y 8          | Jueves    |
| 9 y 0          | Viernes   |

Están exentos del programa las motocicletas, los autobuses escolares, los autobuses lanzadera, las ambulancias, los camiones de bomberos, los carros de policía, los vehículos militares, los que transportan a una persona que necesita atención médica inmediata y los vehículos con placas diplomáticas .
Por otro lado, en otros lugares, existen ciertas políticas que el gobierno municipal o municipal está proponiendo o ha implementado para todo el municipio o ciudad.
Si bien la mayoría de las escuelas están abiertas, las horas pico en los trenes de tránsito rápido en el sistema de tránsito ferroviario del metro de Manila y el sistema de tránsito del tren ligero de Manila , y en los trenes de cercanías en los ferrocarriles nacionales de Filipinas son de 6 a 9 a. m. Y de 4 a 8 p. m.

### Singapur
En Singapur, existe un plan de viaje gratuito antes de las 7:45 AM. Y un descuento de 50 centavos entre las 7:45 AM. Y las 8 AM., Que se aplica solo si sale y no entra en las 18 estaciones del CDB. Este es un intento de alentar a los viajeros a viajar en el MRT fuera del concurrido pico de la mañana de los días de semana. El precio electrónico de las carreteras está destinado a desalentar la conducción entre las 7:30 AM. y las 8 PM. Además, los empleados recibieron incentivos de viaje a través del programa Travel Smart. Las horas pico se definen de la siguiente manera: 7: 30–9: 30 a. m. y 5–8 p. m., con diferentes horarios para las estaciones terminales.

### Reino Unido
En Londres, las Travelcard de días pico permiten viajar a cualquier hora. Las Travelcard para días no pico son entre un 20% y un 50% más baratas, pero solo son válidas para viajar después de las 9:30 a. m. Y los fines de semana. Este es un intento de alentar a los viajeros a viajar en el metro de Londres, el tren ligero de Docklands, los autobuses y los tranvías fuera del concurrido pico de la mañana de los días de semana. Existe un sistema similar de Transporte (Bus y Tyne y Wear Metro ) en el área de Newcastle upon Tyne. En Londres, los cargos por congestión están destinados a desalentar la conducción entre las 7 a. m. y las 6 p. m..
En Mánchester, el sistema de tren ligero de Metrolink ofrece boletos de ida y vuelta y boletos de ahorro de día 'Metromax' a un precio reducido cuando se compran después de las 9:30 a. m.. Este incentivo está diseñado para atraer a los pasajeros a evitar las condiciones de hacinamiento diario en las estaciones de Metrolink durante las horas pico.
Para los titulares de Railcard de 16 a 25 años, la oferta de un tercio de descuento en el precio de los boletos es válida solo después de las 10 a. m. (a menos que se pague una tarifa mínima) o los fines de semana. Esta restricción no se aplica en julio y agosto, la principal temporada de vacaciones de verano.
Para otras Railcards , se aplican otras restricciones; por ejemplo, Family Railcard y Network Railcard no se pueden utilizar para viajes pico dentro de Londres y el sureste de Inglaterra.

### Estados Unidos

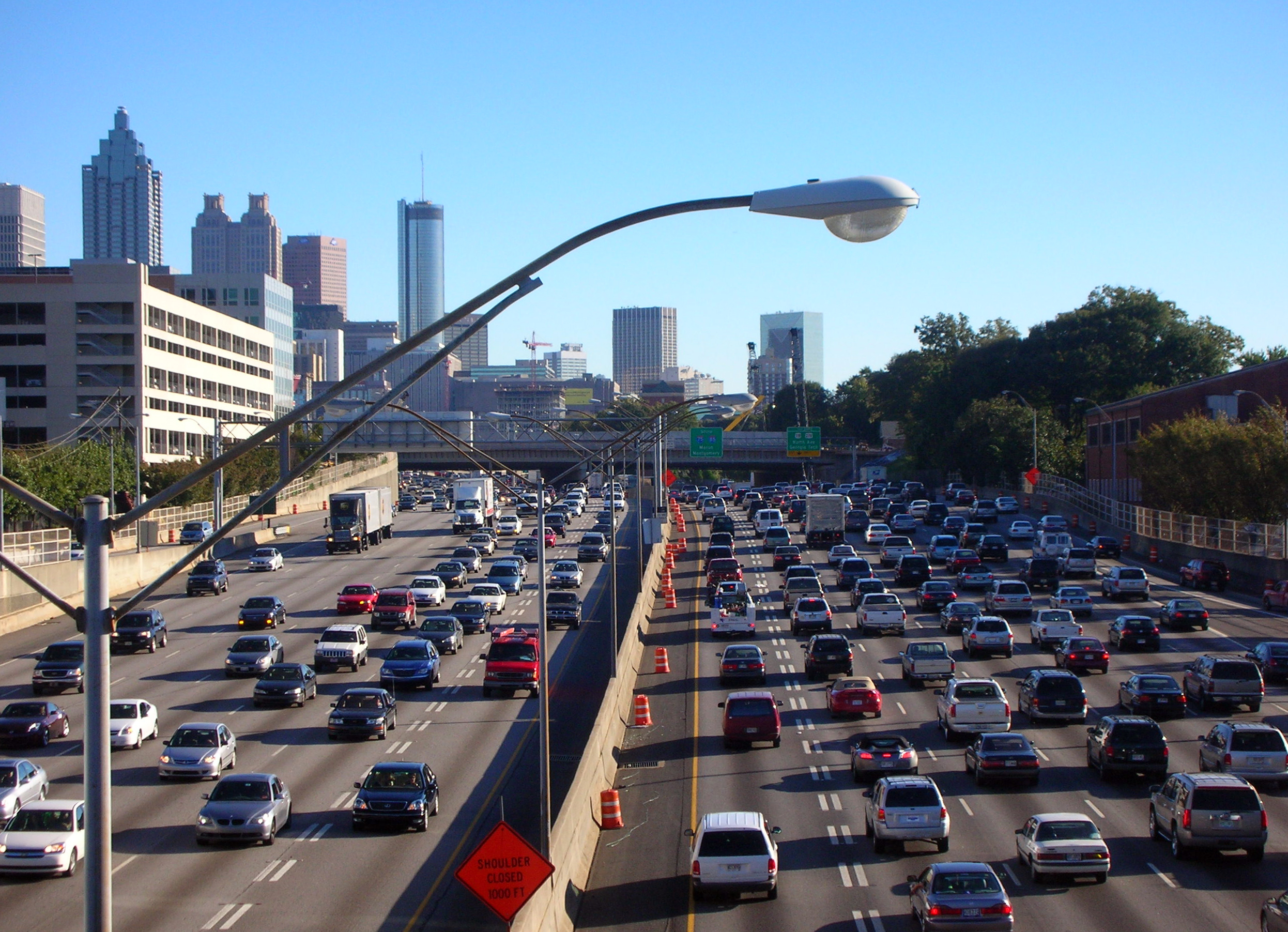
Tráfico en Atlanta durante las horas pico

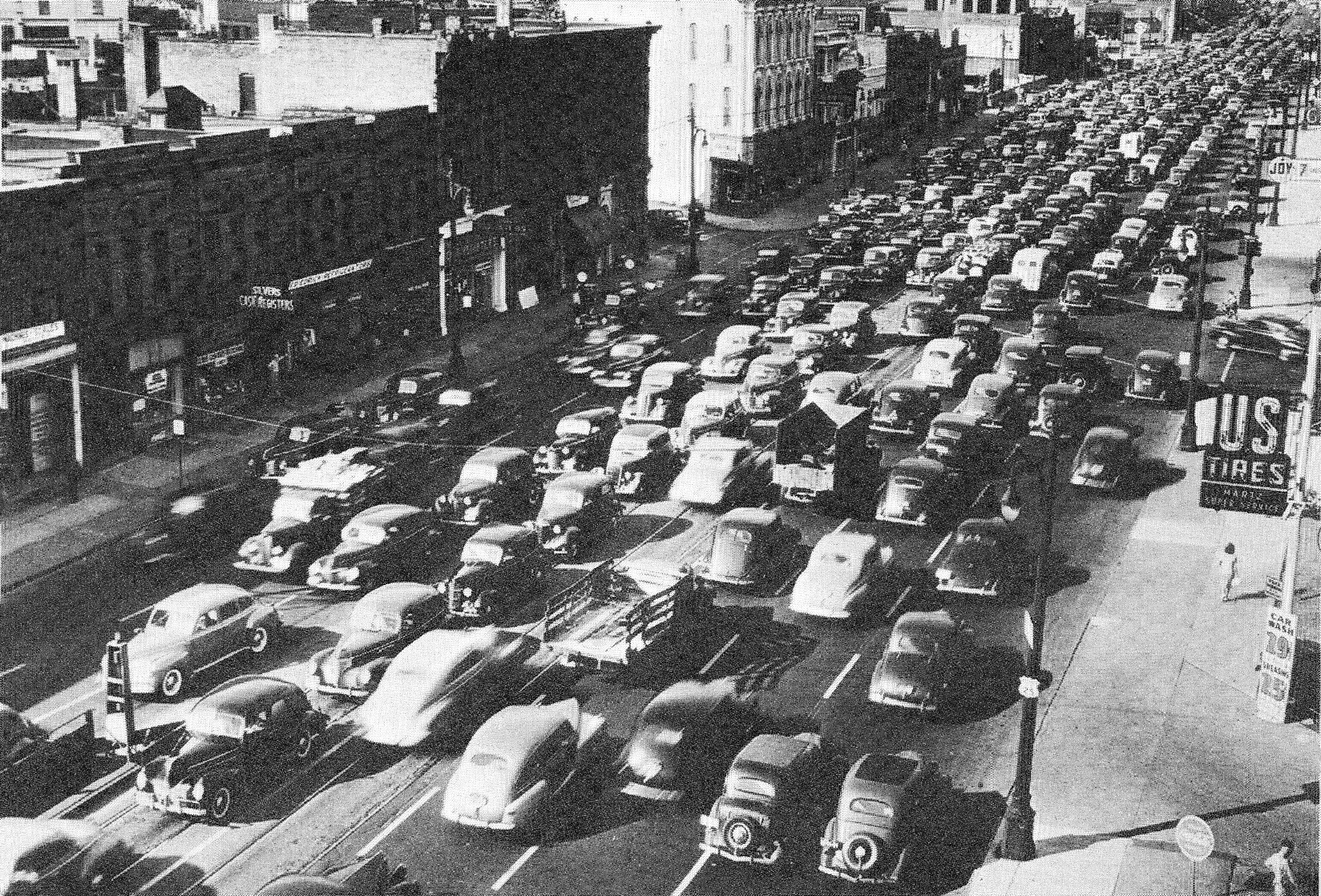
Gran congestión en las horas pico en la US 25 a lo largo de Gratiot Avenue en Detroit en la década de 1940.

Los esfuerzos para gestionar la demanda de transporte durante las horas pico varían según el estado y el área metropolitana. En algunos estados, las autopistas tienen carriles designados que se convierten en HOV (vehículos de alta ocupación, también conocidos como vehículos compartidos) solo durante las horas pico, mientras que están abiertos a todos los vehículos en otras horas. En otros, como la parte de Massachusetts de la I-93, se permite viajar en el carril de averías durante este tiempo. Varios estados utilizan medidores de rampa para regular el tráfico que ingresa a las autopistas durante las horas pico. Los funcionarios de transporte en Colorado y Minnesota han agregado precios de valor a algunas autopistas urbanas alrededor de Denver, las Ciudades Gemelas y Seattle, cobrando a los automovilistas un peaje más alto durante los períodos pico.
Las agencias de tránsito, como Metro North que sirve a la ciudad de Nueva York, WMATA que sirve a Washington D. C., a menudo cobran a los pasajeros una "tarifa pico" más alta para viajar durante las horas pico de la mañana y la tarde.
Las horas pico de la mañana pueden oscilar entre las 6 y las 10 a. m. En ciudades como Nueva York. Algunos viajeros de Nueva York intentan estar en la carretera al menos a las 6 A. m. Porque el tráfico se vuelve denso entre las 6:30 y las 10 a. m. Muchos viajeros de tren salen temprano para conseguir los mejores asientos en los trenes, porque a las 7 a. m. los trenes están llenos de pasajeros de pie o aquellos que no pueden subir. Los Ángeles, California, tiene varias horas pico, incluida la media noche para los trabajadores nocturnos. Los servicios de autobús y tren (como Metrolink ) en Los Ángeles son limitados y tienden a estar infrautilizados, pero su uso está aumentando. En el área de Chicago , la gente usa los trenes Metra , la 'L' y los autobuses.
En el noreste de Ohio, cerca de Cleveland, la hora pico de la mañana es de 7 a 9 a. m., Y la hora pico es de 7:30 a 8:30 a. m. Debido al tamaño compacto de Cleveland, la mayoría de las personas pueden estar en el centro de Cleveland en 10 a 45 minutos. La Autoridad de Tránsito Regional del área metropolitana de Cleveland opera autobuses cada media hora o con más frecuencia y algunas rutas tienen autobuses sin paradas que funcionan durante las horas pico. El servicio de tren pesado de la Línea Roja pasa cada diez minutos, y el servicio de tren ligero de la Línea Azul , Verde y Frente al Mar pasa cada quince.
También hay una hora punta por la tarde. Por ejemplo, en el área de la ciudad de Nueva York, la hora punta de la tarde puede comenzar a las 2: 30-3pm y durar hasta las 7-7: 30pm. Algunas personas que viven en Connecticut pero trabajan en Nueva York a menudo no llegan a casa hasta las 7 p. m. o más tarde. Por otro lado, en una ciudad más pequeña como Cleveland, la hora punta de la tarde se lleva a cabo en un sentido más literal, de modo que la congestión del tráfico pesado generalmente solo ocurre entre las 5 y las 6 p. m.. Por lo general, la RTA en Cleveland tiene un horario de hora punta por la tarde, como la mañana.

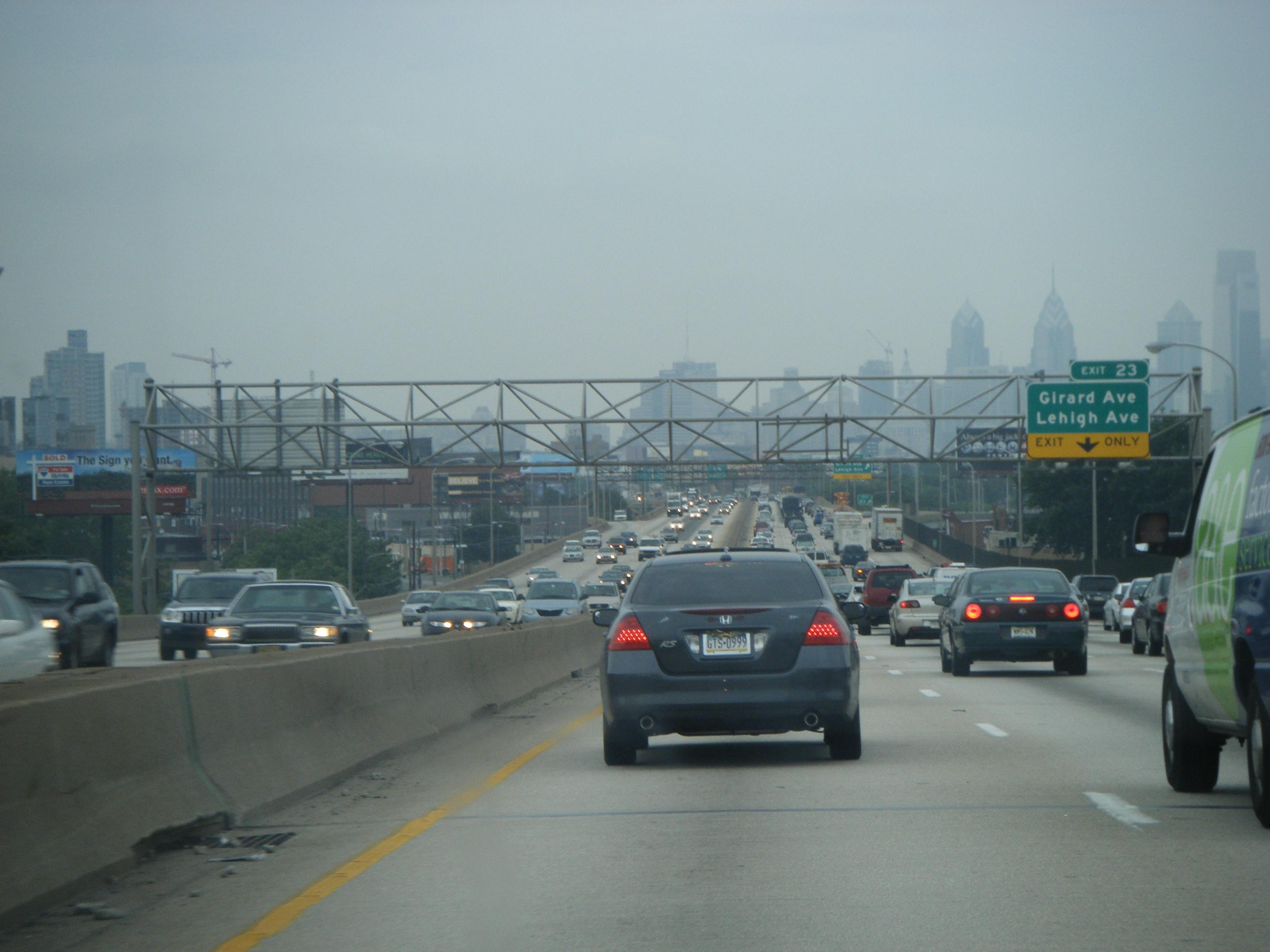
Tráfico que se dirige a Filadelfia por la Interestatal 95 durante la hora punta de la mañana.

La ciudad de Filadelfia es conocida por su muy peligrosa Schuylkill Expressway , gran parte de la cual es anterior a la introducción en 1956 del Sistema de Autopistas Interestatales . Una de las carreteras más transitadas del país (y del estado de Pensilvania) y con la carretera muy por encima de su capacidad, se ha vuelto famosa por su congestión crónica, especialmente durante las horas pico. La hora punta en Filadelfia suele ser a las 6 a. m., y muchos en el valle de Delaware utilizan Schuylkill para llegar al centro de Filadelfia.y algunos de los suburbios del oeste de Filadelfia. El terreno accidentado, el espacio limitado frente al río cubierto por la ruta y los tramos estrechos de puentes que pasan sobre la carretera han obstaculizado en gran medida los intentos posteriores de mejorar o ensanchar la carretera. Un promedio de 163,000 vehículos usan la carretera a diario en el condado de Filadelfia y un promedio de 109,000 usan la carretera en el condado de Montgomery. Su configuración de carril estrecho y arcén izquierdo, las entradas y salidas del carril izquierdo (apodado "fusionarse o morir"), la actividad de construcción común y las condiciones de congestión general han provocado muchos accidentes, lesiones críticas y muertes, lo que ha dado lugar al sobrenombre humorístico de la carretera de "Surekill". Expressway "o en un adorno adicional," Surekill Distressway ".
Boston y la región más grande del Gran Boston son notorios por la congestión del tráfico debido a la alta densidad de población, el sistema de carreteras anticuado y el crecimiento económico de la región, lo que da como resultado una alta concentración de corporaciones con grandes oficinas ubicadas a lo largo de las principales autopistas y circuitos urbanos (incluida la Ruta 128 , MassPike , I-93 e I-495 ). A pesar de la naturaleza compacta de la región, el tráfico entrante se vuelve muy denso en todas las autopistas desde las 6 a. m. en una mañana típica de un día laborable, lo que hace que un viaje entrante desde los suburbios dure hasta 75 minutos. Mejoras aportadas por el infame Big DigEl proyecto mejoró temporalmente el tráfico de la autopista dentro de los límites de la ciudad de Boston, pero la congestión del tráfico pronto regresó, y también apareció en áreas como el área de rápido desarrollo Seaport District de South Boston.